# アラサー・アズール
『アラサー・アズール』（Araçá Azul）は、ブラジル人ミュージシャン、カエターノ・ヴェローゾが1973年に発表した、ソロ名義では5作目のスタジオ・アルバム。ヴェローゾの作品の中でも、特に実験的なアルバムとして位置付けられている。

## 背景
アルバム・タイトルは「青いアラサー（グアバの近縁種の植物）」を意味し、本来アラサーの実は青くならないが、本作の裏ジャケットには青く着色されたアラサーの実の写真が使用されている。タイトル曲の歌詞では、「アラサー・アズール」は「秘密の夢」、そして「玩具」と表現されている。
「ヴィオーラ、メウ・ベン」と「シュガー・ケーン・フィールズ・フォーエヴァー」にゲスト参加したエヂッチ・オリヴェイラは、本作のリリースから29年後の2002年にDona Edith do Prato名義でレコード・デビューを果たすまで、アマチュアとしての活動を続けてきたサンバの音楽家である。「シュガー・ケーン・フィールズ・フォーエヴァー」は、ビートルズの「ストロベリー・フィールズ・フォーエバー」にインスパイアされた曲で、サンバ、オーケストラによる不協和音、ボサノヴァ、ロック等の要素がコラージュされている。
「ヂ・カーラ/エウ・ケーロ・エッサ・ムリェール」は、『ホワイト・アルバム』（1969年）でギター・パートをオーバー・ダビングしたラニー・ゴーディンと、前スタジオ・アルバム『トランザ』にも参加したリズム・セクションによるバンドの演奏がフィーチャーされた。「ジュリア/モレーノ」は、自分の子供に付ける名前の候補が織り込まれた歌で、本作リリース前の1972年11月22日には長男モレーノ・ヴェローゾが誕生した。なお、ヴェローゾは1979年1月に生まれた娘をジュリアと名付けるが、彼女は生後数日で死亡した。
2012年発売の日本盤SHM-CDにはボーナス・トラックが2曲追加され、そのうち「カダ・マカッコ・ノ・セウ・ガーリョ」は1972年5月にジルベルト・ジルとのデュエット・シングルとしてリリースされた曲で、ヴェローゾとジルのコラボレーション・アルバム『トロピカリア2』（1993年）でも再録音された。

## 評価・影響
リリース当時は多くのファンから拒絶され、ブラジルの音楽史上、最も返品の多いレコードになったといわれる。Philip Jandovskýはオールミュージックにおいて5点満点中3点を付け「彼が以前に残した録音とは殆ど類似性がない」「その実験精神とサウンド・エフェクトにかかわらず、友達が遊びに来ている時にかけるのには向いていないだろうが、実験音楽のファンや、そういう気分になっている人にとっては、とても良いレコードである」と評している。
タイトル曲は、デーモン&ナオミのアルバム『ジ・アース・イズ・ブルー』（2005年）でカヴァーされた。

## 収録曲
特記なき楽曲はカエターノ・ヴェローゾ作。
1. ヴィオーラ、メウ・ベン（愛しのヴィオラ） - "Viola, Meu Bem" (Traditional) - 0:54
2. ヂ・コンヴェルサ（会話）/クラーヴォ・イ・カネーラ（クローブとシナモン） - "De Conversa / Cravo e Canela" (Caetano Veloso / Milton Nascimento, Ronaldo Bastos) - 5:42
3. トゥ・メ・アコストゥンブラステ - "Tu Me Acostumbraste" (Frank Domínguez) - 2:58
4. ジルベルト・ミステリオーゾ（謎のジルベルト） - "Gilberto Misterioso" (C. Veloso, Sousândrade) - 4:50
5. ヂ・パラーヴラ・エン・パラーヴラ（言葉から言葉へ） - "De Palavra em Palavra" - 1:21
6. ヂ・カーラ/エウ・ケーロ・エッサ・ムリェール - "De Cara" (C. Veloso, Lanny Gordin / Monsueto Menezes, José Batista) - 4:15
7. シュガー・ケーン・フィールズ・フォーエヴァー - "Sugar Cane Fields Forever" - 10:10
8. ジュリア/モレーノ - "Julia / Moreno" - 3:17
9. エーピコ（英雄詩） - "Épico" - 4:04
10. アラサー・アズール（青い果実） - "Araçá Azul" - 1:20

### 日本盤SHM-CDボーナス・トラック
1. カダ・マカッコ・ノ・セウ・ガーリョ - "Cada Macaco no Seu Galho" (Riachão) - 4:23
2. ヂアス、ヂアス、ヂアス/ヴォルタ - "Dias,Dias,Dias / Volta" (Augusto de Campos, C. Veloso, Lupicínio Rodrigues) - 5:06